# Painting the Century: 101 Portrait Masterpieces 1900-2000

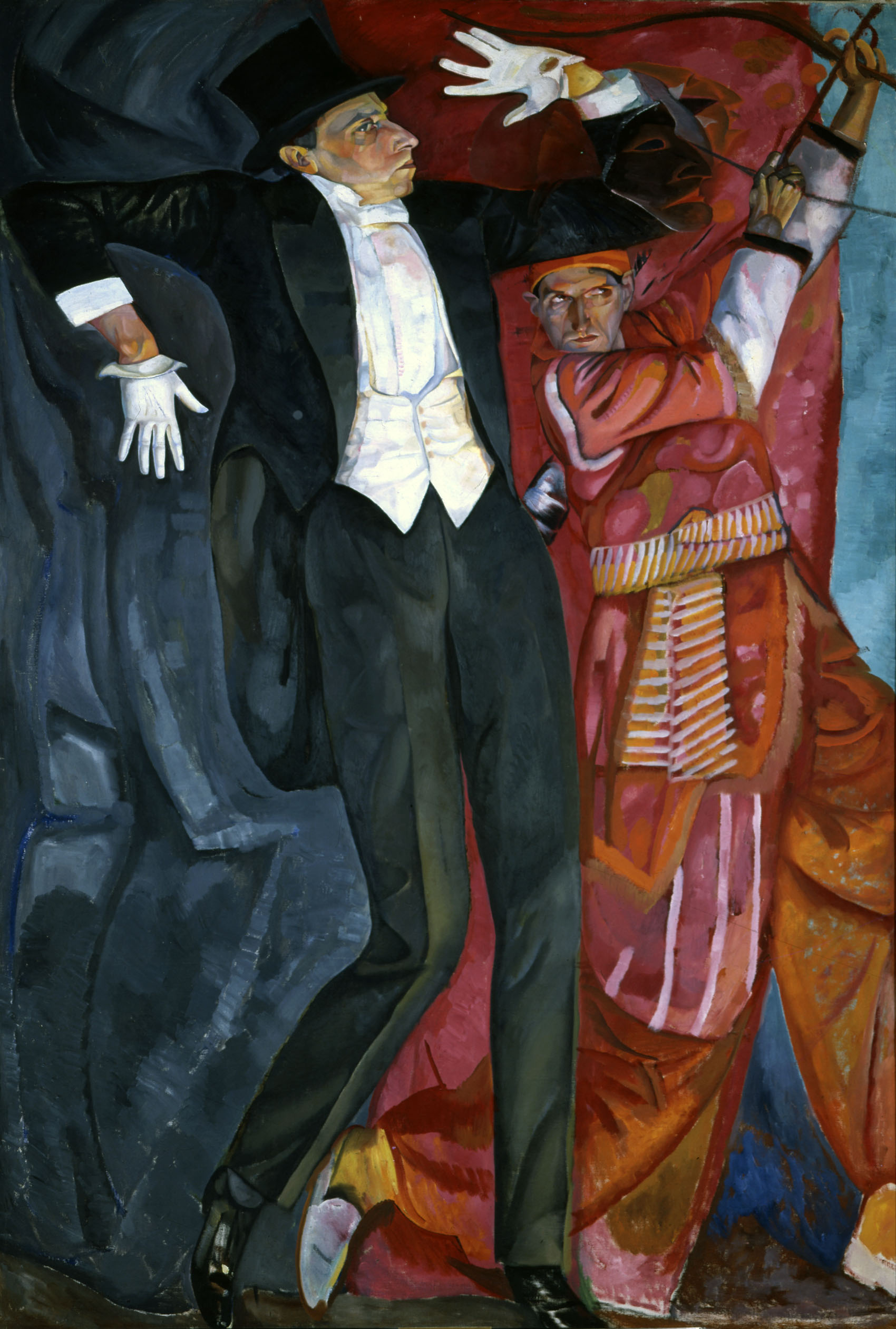
Boris Grigoriev, Portrait de Vsevolod Emilevich Meyerhold (1874-1940).

Painting The Century: 101 Portrait Masterpieces 1900-2000 en français : « Peindre le siècle : 101 Portraits majeurs 1900-2000 » est une exposition internationale qui s'est tenue à la National Portrait Gallery à Londres du 26 octobre 2000 au 4 février 2001. L'exposition présentait une œuvre pour chaque année du XXe siècle. 
Un catalogue, de Robin Gibson (en), conservateur en chef de la prestigieuse institution présentant l'exposition, avec une introduction de Norbert Lynton, qui reprend l'ensemble des œuvres exposées, a été publié par la National Portrait Gallery.

## Contenu de l'exposition
Divisée en dix décennies, Peindre le siècle présentait chronologiquement un portrait pour chacune des années du XXe siècle, offrant ainsi un panorama étendu de certaines des étapes importantes sur le plan culturel et historique d'une ère mouvementée.

### Artistes exposés
Parmi les artistes, dont les œuvres furent présentées, on peut citer : Auerbach, Bacon, Close, Dalí, Dix, Dubuffet, Lucian Freud, Giacometti, Grosz, Hockney, Hodgkin, Kitaj, Kokoschka, Modigliani, Picasso, Sargent, Cindy Sherman, Schiele, Sickert.

### Sujets des œuvres exposées
- Portrait de la reine Victoria par Heinrich von Angeli,  (1900),

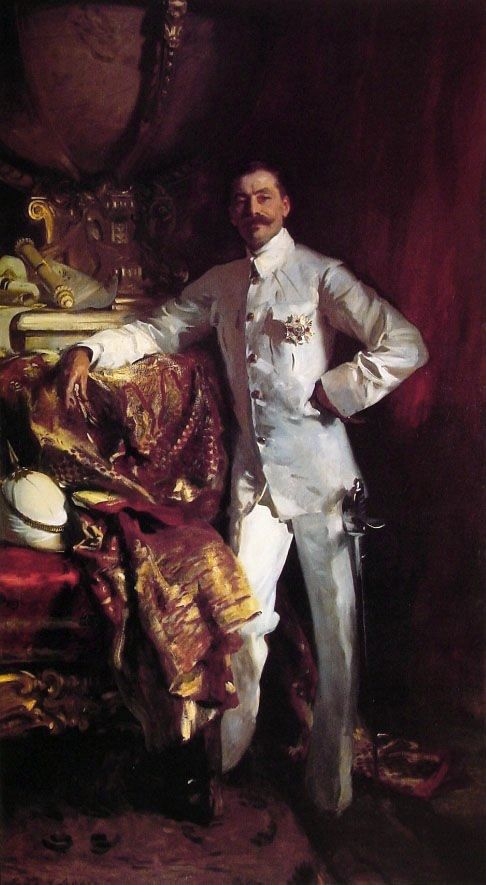
Sir Frank Swettenham par John Singer Sargent, (1904).

- Sir Frank Swettenham (en) par John Singer Sargent, (1904),
- Femme portant une chemise par Pablo Picasso, (1905),
- Autoportrait sur fond rouge d'Edvard Munch, (1906),
- William Wauer par Oskar Kokoschka, (1910),
- Carl Hagenbeck dans son zoo par Lovis Corinth, (1911),
- Alice portant un grand chapeau par Roger de la Fresnaye, (1912),
- Un médecin militaire par Albert Gleizes, (1914),
- Vsevolod Meyerhold par Boris Grigoriev (1916),
- Hugo Koller par Egon Schiele, (1918),
- Anna Akhmatova par Kouzma Petrov-Vodkine, (1922),
- Charlie Chaplin par Fernand Léger, (1923-24),
- Lénine sur la place rouge par Isaak Brodsky (1924)
- Edith Sitwell par Pavel Tchelitchev, (1927),
- Cain or Hitler in Hell par George Grosz (1945)
- Henri Michaux par Jean Dubuffet, (1947),
- Sir James Dunn par Salvador Dalí (La Turbie), (1948)
- Somerset Maugham par Graham Sutherland, (1949)
- John Minton par Lucian Freud, (1952)
- Elvis Presley par Andy Warhol, (1963),
- Le Parc des sources par David Hockney, (1970),
- Andy Warhol par Jean-Michel Basquiat, (1984),
- Leigh Bowery par Lucian Freud, (1990),
- David Bowie et Iman par Stephen Finer, (1995),
- David Beckham, Éric Cantona et d'autres joueurs de l'équipe de Manchester United (The Art of the Game) par Michael Browne, (1997).
- Wanganui Heads, par John Beard, (1998),
- The boy/girl diptych, par Marty St James, (2000).